# 神経毒
神経毒（しんけいどく、英語: Neurotoxin）とは、神経細胞（神経単位、ニューロン）に特異的に作用する毒のことである。通常、膜蛋白質とイオンチャネルとの相互作用によって効果を及ぼす。一般的な作用は麻痺であり、それは極めて急速に起こる。

## 神経毒の作用機序
多くの神経毒は電位依存型イオンチャネルに影響を与えることで作用する。たとえばテトロドトキシンとバトラコトキシンはナトリウムチャネルに影響を与え、マウロトキシン、アジトキシン、カリブドトキシン、マルガトキシン、スロトキシン、シラトキシン、ヘフトキシンはカリウムチャネルに作用する。カルシセプチン、タイカトキシン、カルシクルジンはカルシウムチャネルに作用する。
バトラコトキシンのような強力な神経毒は興奮性細胞膜のナトリウムイオン透過性の増大による神経および筋繊維の脱分極を引き起こすことにより神経系に影響を与える。
医薬品における神経保護作用の培養試験では、グルタミン酸やN-メチル-D-アスパラギン酸 (NMDA)、カイニン酸が神経毒として用いられることが多い。動物の神経細胞を用いた培養試験では、グルタミン酸（500μM濃度以上）で培養24時間後に神経細胞の大半が死滅する。これを試験薬がどれくらいの濃度で、培養神経細胞を何%生存させたかによって神経保護能を評価することが通例となっている。そのメカニズムはグルタミン酸受容体や、サブユニットを活性化させ、カルシウムイオンの過剰流入によって神経細胞のアポトーシスを誘導すると示唆されている。

## 神経毒の種類

### 内因性毒素
グルタミン酸は、一酸化窒素と同様に、ニューロンが正常に機能するために使用される化合物である。通常時においては、中枢神経系の灰白質全体に低濃度で存在する。また、グルタミン酸は、興奮性神経伝達物質としての最も重要な物質でもある。一方、グルタミン酸は濃縮されると、ニューロンがアポトーシスによって自死するので、有毒性を示す。これを興奮毒性という。これにより、ハンチントン病、てんかん、脳卒中などの疾患や合併症において、関係性が高いことが示されている。このように、体内で作られた物質でも、濃度により毒性を示す場合があり、このような毒性を示す物質を、内因性神経毒と呼ぶ。

### 外因性毒素
外部環境から摂取された毒素は外因性と表現され、外因性毒素には、ガス（たとえば一酸化炭素）、水銀のような金属、液体（エタノール）、そして膨大な種類の固体が含まれている。外因性毒素が摂取された場合、ニューロンへの作用は主として用量依存性である。たとえばエタノール（アルコール）は少量では生物を酩酊させる緩やかな神経毒性を示すだけであるが、長期間にわたりそのような低用量のアルコールに暴露し続けることは神経細胞を緩やかに弱らせ、死滅させる。

#### エタノール
エタノールへの慢性的な曝露後の中止は脳の興奮毒性を引き起こす。HU-210などのカンナビノイド受容体作動薬は、エンドカンナビノイドシステム (CBR) を刺激しアルコール離脱に対して保護的である。対照的にリモナバンなどのCBR拮抗薬はECSを遮断し、長期曝露はNMDA神経毒性を増幅し、アルコール離脱時は逆効果である。

#### カンナビノイド類
カンナビノイド受容体タイプ1作動薬であるWIN 55,212-2を36時間培養させた結果、神経細胞をアポトーシスさせた

### 生物由来の神経毒
ヘビやサソリの毒や、その他の生物が脊椎動物に対する防御のために利用する毒の多くは神経毒である。ハチ、サソリ、クモ、およびヘビの毒には何種類もの異なる毒素が含まれていることがある。破傷風菌が産生するテタヌストキシンも該当する。

#### 神経毒をもつ主な生物
- セアカゴケグモ - サソリ
- スズメバチ - アシナガバチ
- ヤドクガエル科
- コブラ科 - クサリヘビ科
- フグ（テトロドトキシン） - オニオコゼ

フグ毒として知られているテトロドトキシンは鎮痛剤として医療で用いられることもある。
- ピトフーイ
- スクミリンゴガイ - 卵内部に存在する。

クジャクなど、神経毒に耐性がある生物も存在する。